# Titus Burckhardt

Titus Burckhardt

Titus Burckhardt (* 24. Oktober 1908 in Florenz; † 15. Januar 1984 in Lausanne) war ein Schweizer
Sufiforscher und Vertreter der Philosophia perennis.

## Leben
Titus Burckhardt war der Sohn des Bildhauers Carl Burckhardt und der Malerin Sophie Hipp (1876–1942). Sein Neffe war Paul Burckhardt. 
Burckhardt reiste 1933 als junger Mann nach Marokko. 1934 ließ er sich dort in den Darqawiyya-Sufiorden initiieren.  Von den Franzosen bald wegen Spionageverdachts des Landes verwiesen, studierte Burckhardt nach seiner Rückkehr in die Schweiz Kunstgeschichte und Orientalistik an der Universität Basel. Zusammen mit einigen Freunden, darunter Frithjof Schuon, den er schon von seiner Schulzeit kannte, gründete er in Basel eine Sufi-Bruderschaft. In der Folge war er als Zeichner, dann als Verleger und Schriftsteller tätig. 
1972 erhielt er von der UNESCO den Auftrag zur Wahrung des Stadtbildes von Fès. Als Autor legte er Schriften zur Kulturgeschichte des europäischen Mittelalters und des Islam vor, speziell zum Sufismus und zur Alchemie. Er übersetzte auch einige französische und arabische Werke.

## Werke

### Als Autor
- Land am Rande der Zeit. Eine Beschreibung der marokkanischen Kultur. Graf, Basel 1941.
- Schweizer Volkskunst/Art Populaire Suisse. Graf, Basel 1941.
- Vom Sufitum. Einführung in die Mystik des Islams. Barth, München-Planegg 1953. Stark erweiterte Neuauflage unter dem Titel Sufismus – Einführung in eine Sprache der Mystik. Chalice, Xanten 2018, ISBN 978-3-942914-27-7.
- Vom Wesen heiliger Kunst in den Weltreligionen. Origo, Zürich 1955. Stark erweiterte Neuausgabe als: Heilige Kunst in den Weltreligionen. Chalice, Xanten 2018, ISBN 978-3-942914-29-1.
- Tessin. Graf (Das Volkserbe der Schweiz, 1), Basel 1943; 2. erw. A. 1956.
- Siena, Stadt der Jungfrau. Graf, Olten 1958.
- Alchemie – Sinn und Weltbild. Walter Verlag, Olten 1960. Neuausgabe als: Alchimie – Sinn und Weltbild. Chalice, Xanten 2018, ISBN 978-3-942914-28-4.
- Fes, Stadt des Islam. Graf, Olten 1960. Neuausgabe 2015, mit einem Nachwort von Navid Kermani, C.H. Beck, München 2015, ISBN 978-3-406-68288-9.
- Chartres und die Geburt der Kathedrale. Graf, Olten 1962.
- Von wunderbaren Büchern. Erlebnisse und Betrachtungen bei der Herausgabe frühmittelalterlicher Handschriften. Graf, Olten 1963.
- Lachen und Weinen. Liebeslieder / Malereien der deutschen Romantik. (mit Schallplatte). Graf, Olten 1964.
- Die Jagd. Aus alten Jagdbüchern. Jagdbilder des späten Mittelalters und der Renaissance. (mit Schallplatte). Graf, Olten 1964.
- Der wilde Westen. Berichte, Bilder und Gesänge. (mit Schallplatte). Graf, Olten 1966.
- Die maurische Kultur in Spanien. Callwey, München 1970; 2. erw. A. ebd. 1980, ISBN 3-7667-0510-5.
- Marokko, Westlicher Orient. Ein Reiseführer. Walter, Olten 1972, ISBN 3-530-12780-9.
- Spiegel der Weisheit. Texte zu Wissenschaft, Mythos, Religion und Kunst. Diederichs, München 1992, ISBN 3-424-01135-5.
- Die Weltreligionen und ihre Sakralkunst. (mit Pavel Florenskij). Hawel, München 2008, ISBN 978-3-9810376-3-0.

### Als Übersetzer
- Charles Ferdinand Ramuz: Wallis. Graf (Das Volkserbe der Schweiz, 2), Basel 1943.
- Piero Bianconi: Tessiner Kapellen. Graf, Basel 1944.
- Philip Sherrard: Athos, der Berg des Schweigens. Graf, Olten 1959.
- Frithjof Schuon: Das Ewige im Vergänglichen. Von der einen Wahrheit in den alten Kulturen. Barth, Weilheim 1970; 2. A. 1984.
- Muhyiddin Ibn Arabi: Die Weisheit der Propheten. Chalice, Zürich 2005, ISBN 3-905272-71-7.

### Als Herausgeber
- Friedrich Donauer: Scipio und Hannibal. Kampf um das Mittelmeer. Walter, Olten 1939.
- Carl Burckhardt: Zeus und Eros. Briefe und Aufzeichnungen. Graf, Olten 1956.